# 뤼첼플뤼-골드바흐역
뤼첼플뤼-골드바흐역(독일어: Bahnhof Lützelflüh-Goldbach)은 스위스 베른주의 뤼첼플뤼 지자체에 있는 기차역이다. BLS AG의 표준궤 졸로투른-랑나우선의 중간역이다.

## 운행편
다음 서비스는 뤼첼플뤼-골드바흐에서 정차한다:
- 베른 S-반 S4/S44 : 툰까지 30분, 랑나우 또는 주미스발트-그뤼넨 사이를 매시간 운행